# Гленн Квінн
Гленн Мартін Крістофер Френсіс Квінн (англ. Glenn Martin Christopher Francis Quinn; нар. 28 травня 1970, Дублін — пом. 3 грудня 2002, Північний Голлівуд) — ірландський актор телебачення і кіно, відомий за свою гру в американських телесеріалах «Розанна» і «Ангел».

## Молоді роки
Квінн народився в Дубліні, Ірландія, але дитинство провів у США. Будучи підлітком, він повернувся на батьківщину і оселився в Кабінтілі. Там він грав на барабанах у рок-групі Відродження і грав у місцевих театральних постановках. У США він оселився в 1988 році у віці 19 років. Разом з матір'ю Бернадетт, і двома сестрами Сонею і Луїзою жив у Лонг-Біч, штат Каліфорнія. Перш ніж почати свою акторську кар'єру, він працював у електростанціях і ресторанах.

## Кар'єра
Вперше з'явилася в рекламі Pepsi і Ray-Ban, знався у кліпі для пісні «Задоволений» Річарда Маркса. Він спробував також отримати роль в серіалі Беверлі-Гіллз, 90210, але зіграв лише в одному епізоді. Завдяки продюсеру Джоанну Рею, його кар'єра отримала імпульс і у 1991 році отримав свою першу головну роль у фільмі «Крик», в якому він знявся разом з Джоном Траволтою і Гвінет Пелтроу. Широкій аудиторії став відомий завдяки ролі Марка Гілі, друга і пізніше чоловіка Беккі Коннер з серіалі «Розанна». У 1992 році отримав серйозну травму спини, коли він впав з коня під час зйомок серіалу «Ковінгтон Кросс». У тому ж році, режисер фільму «Річка спогадів» Роберт Редфорд був зацікавлений Квінні роль у фільмі і надіслав йому пропозицію. Тим не менш, актор втомився від безперервної роботи, і вирішив відмовитись.
Після семи років використання американського акценту у серіалі «Розанна», творці серіалу «Ангел» зробили персонажа Квінна, Дойла, ірландцем. У 2002 знявся у своєму останньому фільмі RSVP, в якому він зіграв професора Еванса Гала.

## Смерть
3 грудня 2002 Квінн був знайдений мертвим у будинку свого друга в Північному Голлівуді. Поліція і звіт про розтин з'ясували, що причиною смерті актора було випадкове передозування героїну.

## Фільмографія

### Відеоігри
| Рік  | Назва                             | Роль       |
| ---- | --------------------------------- | ---------- |
| 1996 | Star Wars: X-Wing vs. TIE Fighter |            |
| 1997 | Outlaws                           | Дік Фармер |
| 1997 | The Curse of Monkey Island        | Пірат #5   |